# Tempio di Apollo Sosiano
Il tempio di Apollo Sosiano, o più correttamente tempio di Apollo in Circo, è un tempio dell'antica Roma che sorgeva nella zona indicata come in circo Flaminio, presso il teatro di Marcello.

## Storia

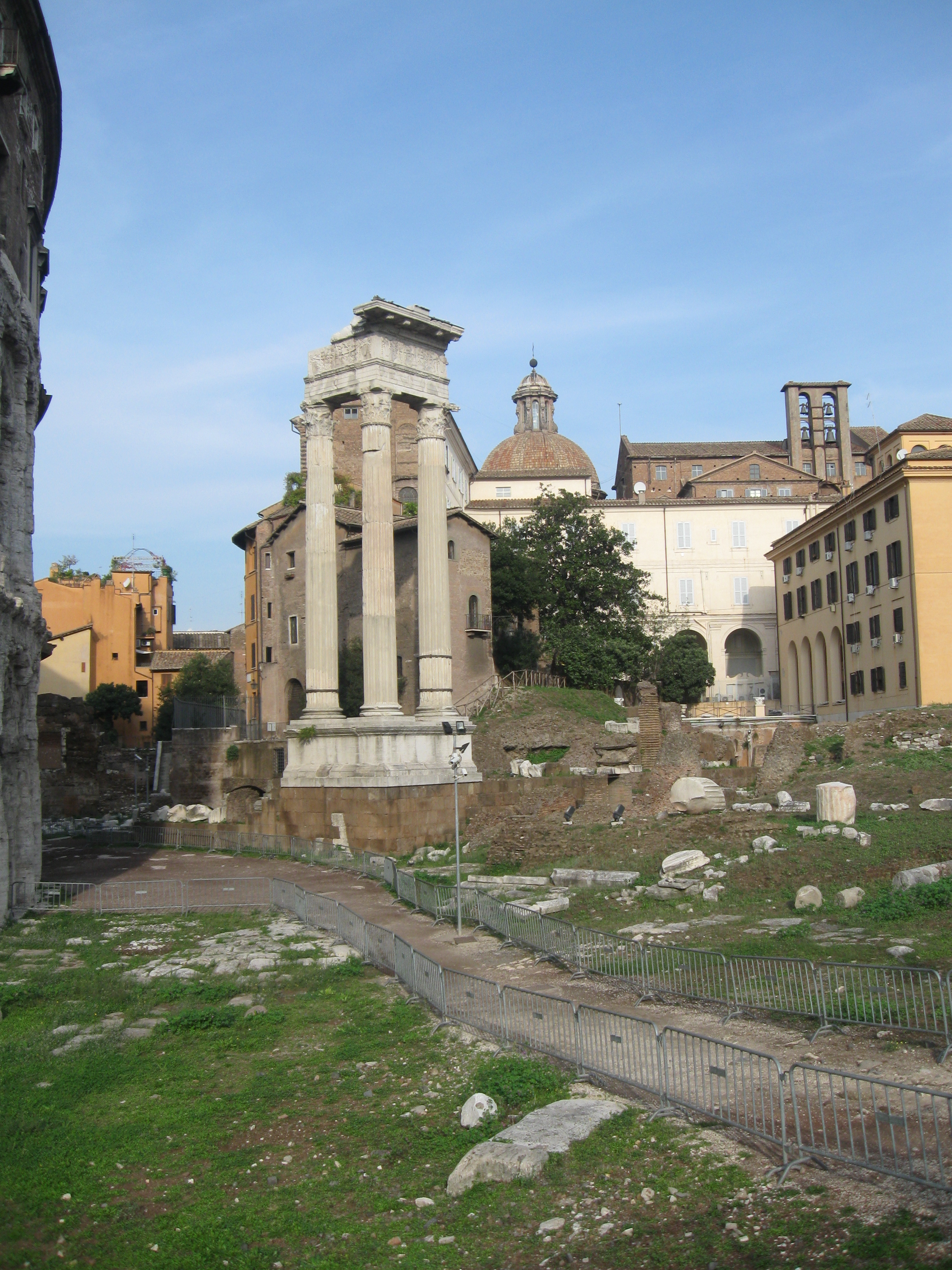
Una veduta dell'area archeologica ai piedi del Teatro di Marcello, con i resti del tempio in primo piano.

Le tre colonne rialzate oggi visibili appartengono al rifacimento di epoca augustea, ma nello stesso luogo (allora i prata Flaminia, all'esterno della città) il culto del dio Apollo esisteva già da lungo tempo: si ha notizia di un'area sacra (Apollinar), già esistente alla metà del V secolo a.C.
Nel 431 a.C. venne inaugurato il primo edificio templare, dedicato ad Apollo Medico, da parte del console Gneo Giulio in seguito a una pestilenza. Il tempio fu quindi restaurato nel 353 a.C. e forse subì importanti lavori ne 179 a.C., ad opera del censore Marco Emilio Lepido, contemporaneamente alla progettata costruzione di un teatro nei pressi. Plinio riferisce di statue di Apollo, di Latona e di Artemide insieme alle nove Muse, attribuite a Filisco di Rodi (II secolo a.C.).
In epoca cesariana fu probabilmente dedicato anche alla dea Diana, sorella di Apollo, in seguito alla distruzione del suo vicino tempio nei lavori per l'edificazione del teatro di Marcello.
Una radicale ricostruzione fu iniziata da Gaio Sosio, probabilmente poco dopo un suo trionfo nel 34 a.C. I lavori dovettero tuttavia presto interrompersi in seguito al conflitto tra Ottaviano e Antonio, per riprendere probabilmente solo qualche anno dopo, quando Augusto si riconciliò con Sosio, che era stato dalla parte di Antonio, per intercessione di Lucio Arrunzio: il tempio fu infine dedicato a nome del princeps. Augusto impose così a Sosio di finanziare il completamento del tempio, abbellendolo in maniera fastosa.
In occasione della costruzione del teatro di Marcello fu abolita la scalinata frontale, sostituita da due scalette sui lati del "pronao".
Si conoscono solo pochi restauri: un limitato intervento del prefetto Memmio Vitrasio Orfito (356 - 359) e forse un restauro di Anicio Acilio Fausto Glabrione, degli anni 420.
In epoca successiva dopo il crollo dell'alzato, i resti del tempio furono occupati da costruzioni medioevali e se ne perse traccia fino agli anni 1930: nel corso dei lavori di isolamento del teatro di Marcello (1926-1932), furono rinvenuti in posizione di caduta i resti del colonnato, crollati all'interno dei fornici del teatro. Di conseguenza negli anni 1937 e 1938 furono scavati i resti del podio. Nel 1940 le colonne crollate furono rialzate nella posizione che hanno tuttora, diversa tuttavia da quella originaria.

## Descrizione

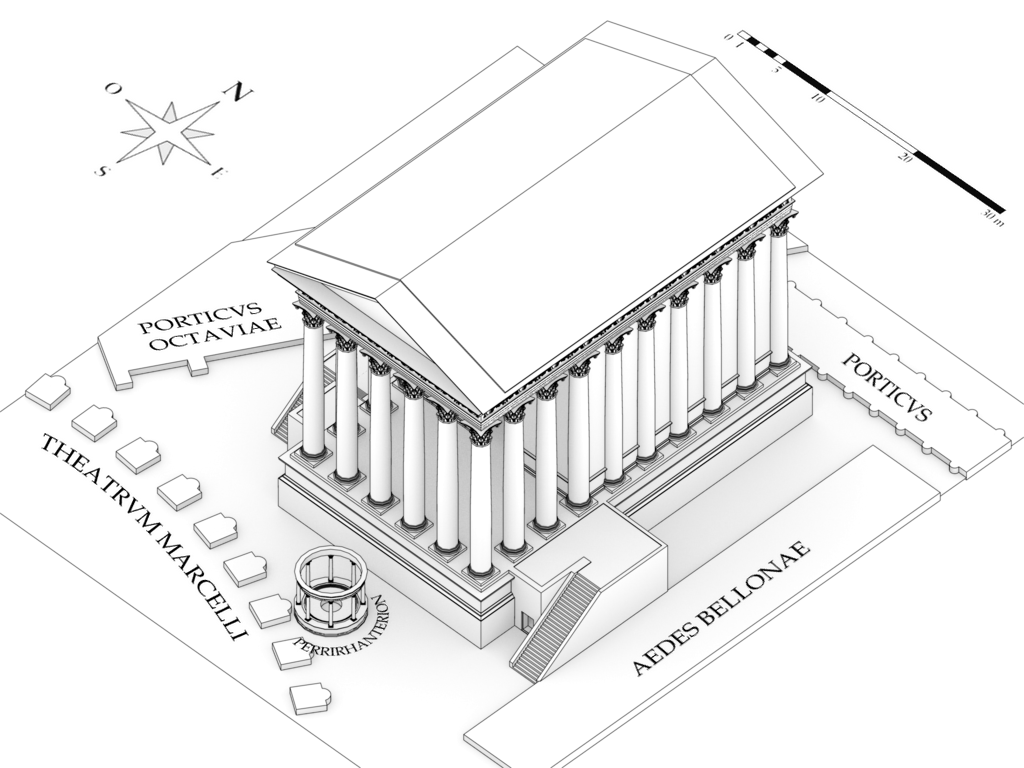
Ricostruzione ideale del Tempio di Apollo Sosiano

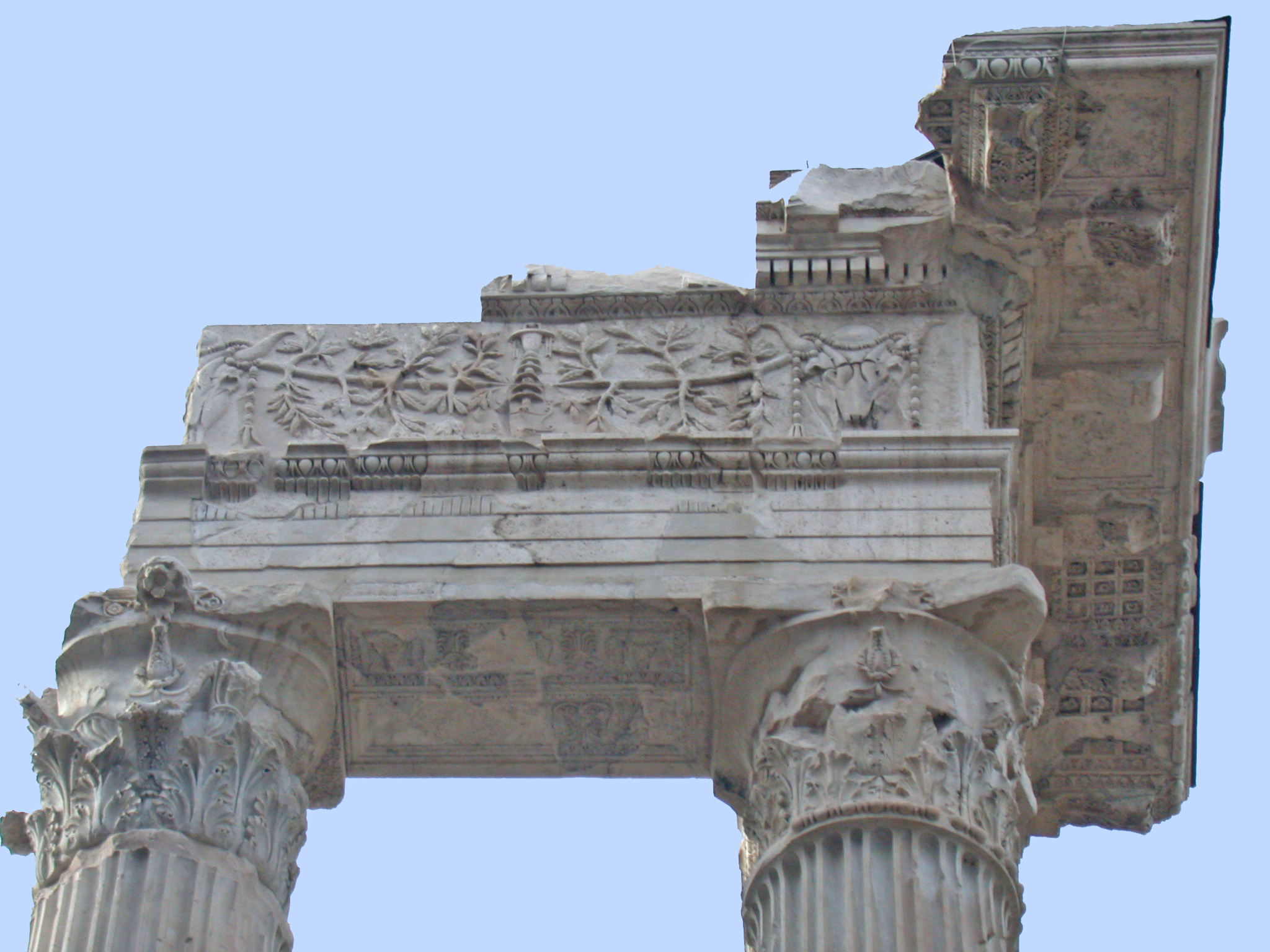
La trabeazione nella ricomposizione dell'angolo della facciata

L'edificio templare è orientato quasi perfettamente verso sud e diverge dunque dall'orientamento degli altri edifici circostanti, insieme al contiguo tempio di Bellona.
Il tempio della fase augustea presentava un podio in blocchi di tufo sotto le colonne e i muri della cella, collegati da cementizio nelle parti non portanti, con l'inserimento di blocchi in travertino per rafforzare la struttura.
L'alzato ("esastilo" e "pseudoperiptero") presentava sei colonne sulla fronte e due laterali relative al pronao, in marmo lunense (odierno marmo di Carrara), mentre l'ordine proseguiva poi con semicolonne addossate alle pareti della cella, in travertino ricoperto di stucco a imitazione del marmo. Agli angoli posteriori le colonne sporgenti per tre quarti sono costruite in laterizio (mattoni). Sulla facciata l'architrave era costituito da blocchi di travertino disposti a piattabanda, rivestiti da lastre in marmo sulla fronte e inferiormente; allo stesso modo il fregio era scolpito su lastre che rivestivano la struttura portante. I capitelli sono di tipo "corinzieggiante", ossia di ordine corinzio, ma trasformati con l'inserimento di diversi motivi vegetali, e la cornice presenta un soffitto molto sporgente sorretto da mensole.
All'interno le pareti della cella erano decorate da un doppio ordine con fusti in marmo africano, quello inferiore con un fregio figurato raffigurante scene di battaglie legate al triplice trionfo di Ottaviano nel 29 a.C. Tra le colonne erano presenti edicole con fusti in marmi colorati (giallo antico, pavonazzetto e portasanta) e con timpani dalle insolite forme (triangolari, lunati e triangolari inflessi o "a pagoda").
Il frontone del tempio era decorato con sculture asportate, probabilmente nell'età augustea, da un tempio greco classico (forse di Eretria) e databili agli anni 450-425 a.C. (epoca del Partenone), raffiguranti una amazzonomachia (lotta dei Greci e delle Amazzoni), attualmente ricomposto nelle restanti porzioni presso la Centrale Montemartini.
La decorazione architettonica presenta diversi motivi "insoliti" (un esempio sono le scanalature dei fusti delle colonne, non tutte uguali, ma alternativamente più larghe e più strette): si tratta di un momento in cui si stava elaborando un nuovo stile decorativo, che sarà in seguito codificato nel Foro di Augusto, in cui dovevano amalgamarsi la tradizione italica dell'architettura romana di epoca repubblicana e gli influssi della grande architettura ellenistica greca e dell'Asia Minore.
Alcune novità riguardano l'inserimento nella decorazione di elementi destinati a celebrare Ottaviano, come l'alloro nel fregio e nei capitelli.
Siamo inoltre nel momento iniziale del massiccio utilizzo del marmo per gli edifici pubblici, e il passaggio comporta una modificazione delle tecniche di lavorazione rispetto al tradizionale impiego di pietre più tenere (tufo e travertino), rivestite in stucco: il marmo viene infatti impiegato solo sulla facciata e si è ancora incerti sulle sue possibilità portanti, come rivelano il fregio e l'architrave in lastre di rivestimento e i capitelli intagliati in due blocchi sovrapposti.

## Altri edifici nell'area
Vedi anche teatro di Marcello e tempio di Bellona (con notizie anche sulla columna bellica).
Nei pressi una fondazione circolare e i resti ad essa pertinenti del colonnato di un piccolo edificio rotondo (di età flavia, ora rimontati presso la Centrale Montemartini), potrebbero essere attribuiti al perirrhanterion, un tempo fonte sacra utilizzata per il culto (cerimonie di purificazione), e in seguito probabilmente un bacino lustrale.
Il Portico Trionfale, un portico lungo un miglio tra la porta Carmentale delle Mura serviane e il Trigarium, passava alle spalle dei templi di Apollo e Bellona, dove se ne conservano cospicui resti. Altri sono visibili in direzione del Campidoglio, lungo l'attuale via del Teatro di Marcello, di fronte alla chiesa di San Nicola in Carcere.
| Planimetria del Campo Marzio meridionale |
| --- |
| Tevere Navalia Circus Flaminius Teatro di Marcello T. di Diana T. della Pietà T. di Giano T. di Giunone T. di Spes Tempio di Bellona Tempio di Apollo Sosiano Tempio di Giove Statore Tempio di Giunone Regina Portico d'Ottavia Portico di Filippo T. d'Ercole Portico d'Ottavio Teatro di Balbo Crypta Balbi Portico di Minucio T. delle Ninfe Diribitorium T. di Giuturna T. della Fortuna T. di Feronia T. dei Lari Permarini Curia di Pompeo Portico di Pompeo Teatro di Pompeo Tempio di Venere Vincitrice Templi di Marte e Nettuno Santuario di Ercole Magnus Custos Tempio di Castore e Polluce Ponte Fabricio Isola Tiberina Porticus Maximae T. di Vulcano Porticus Divorum Villa Publica Hecatostylum T. della Fortuna equestre Anfiteatro di Statilio Tauro (?) |

## Galleria d'immagini

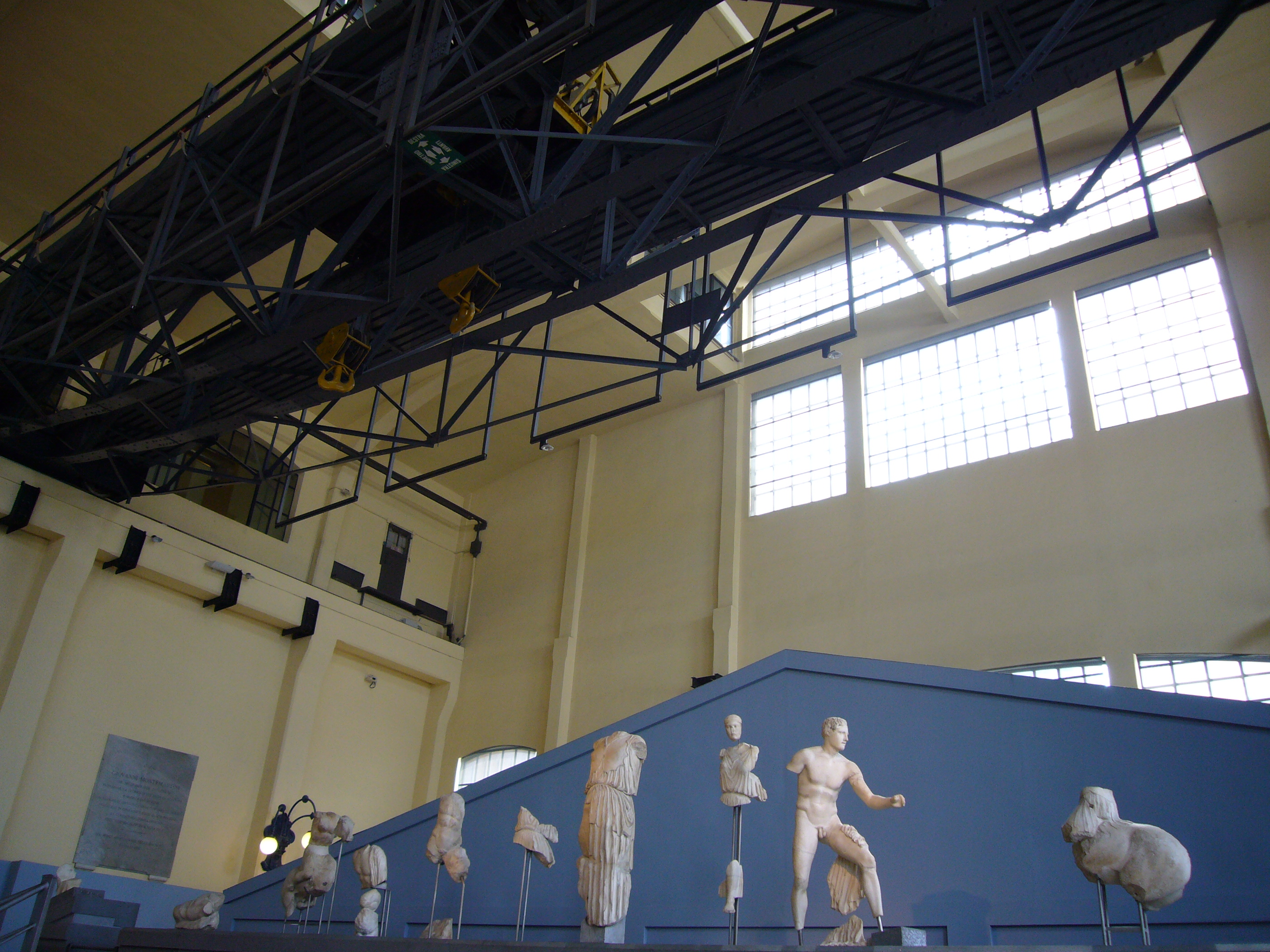
Gruppo scultoreo con Amazzonomachia che decorava il frontone, Centrale Montemartini
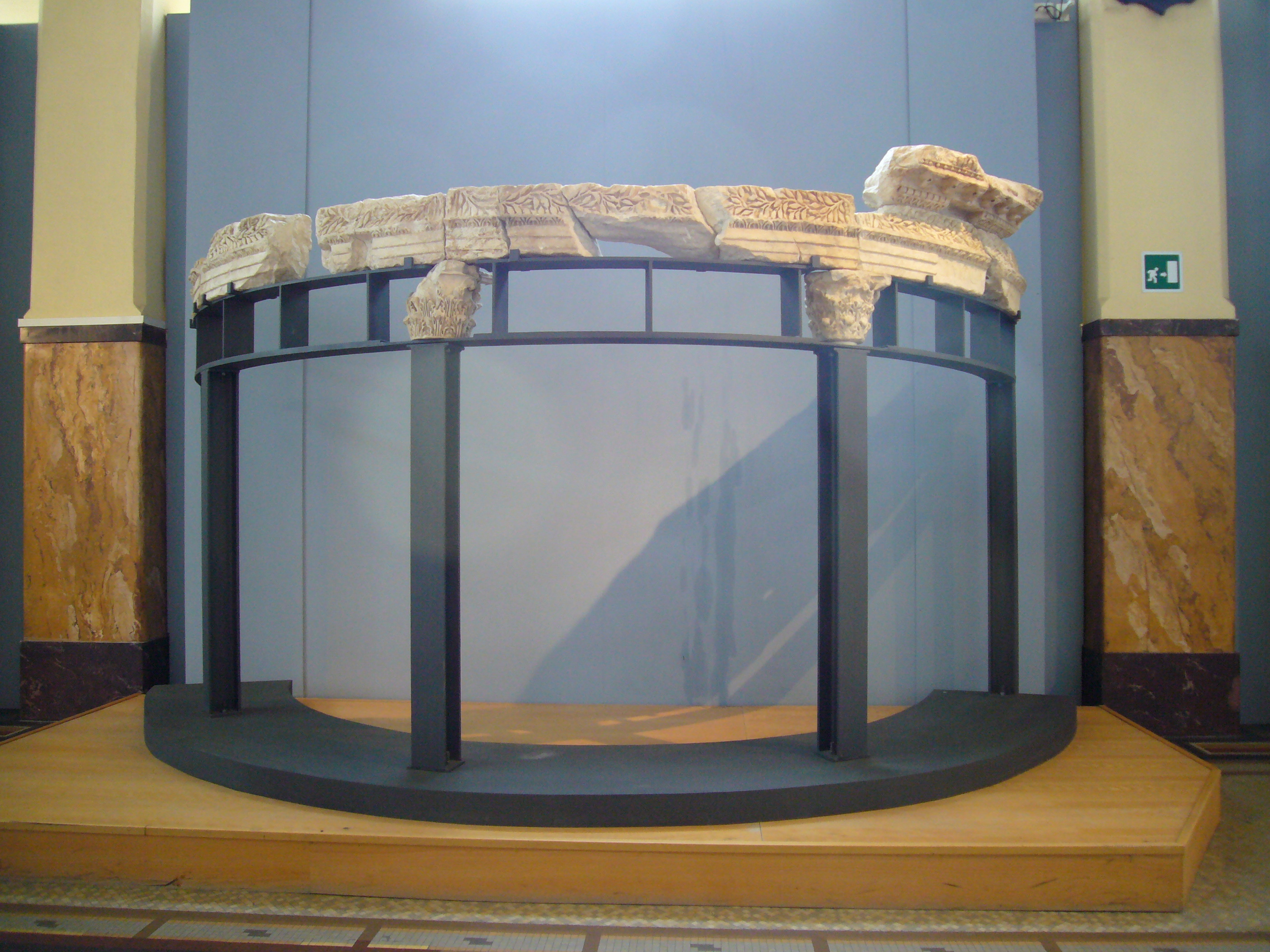
Il perirrhanterion, Centrale Montemartini
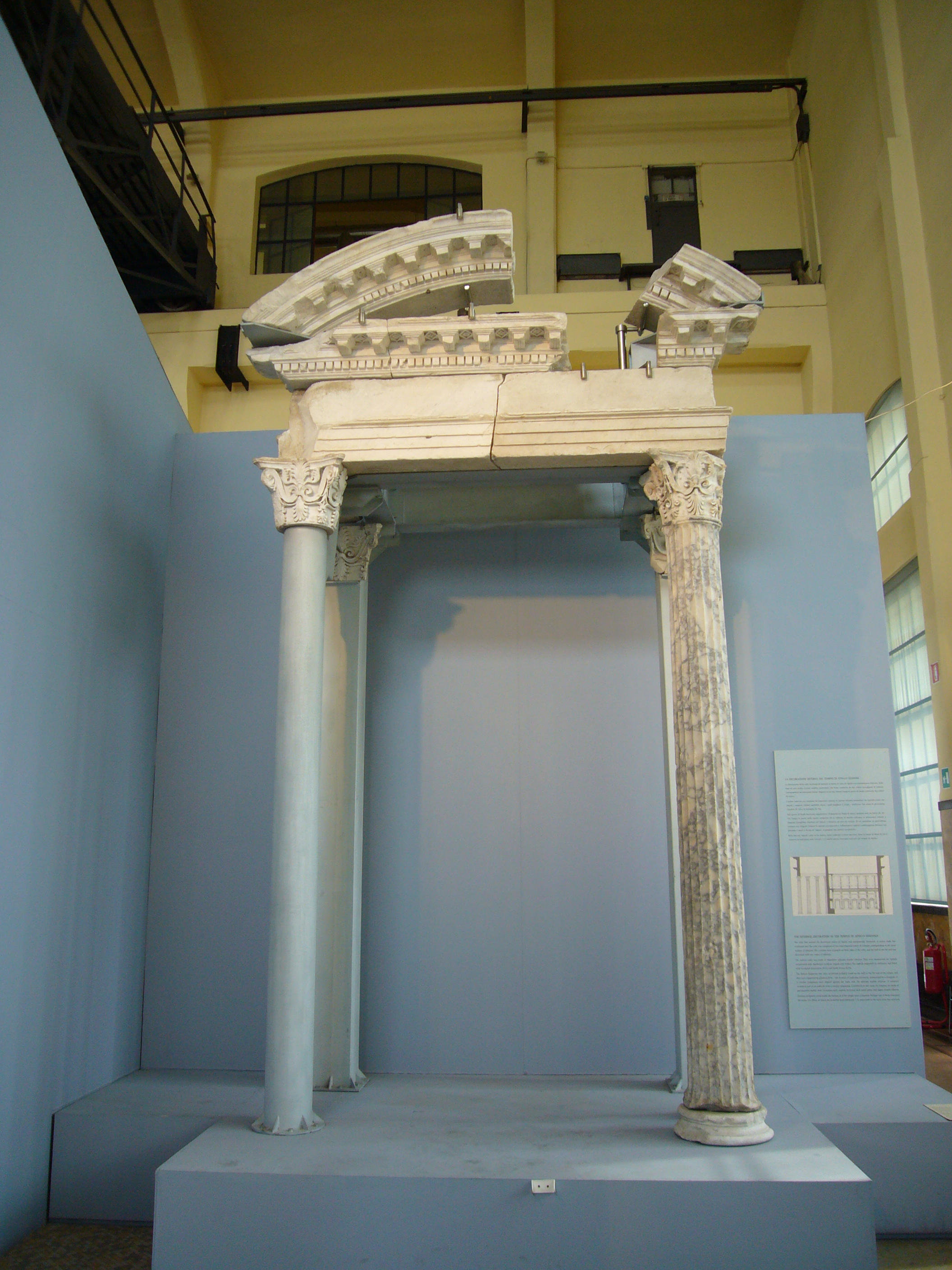
Edicola, Centrale Montemartini